# Giải vô địch bóng đá thế giới các câu lạc bộ 2013
Giải vô địch bóng đá thế giới các câu lạc bộ 2013 (tên chính thức tiếng Anh: FIFA Club World Cup 2013) là giải bóng đá giữa các câu lạc bộ vô địch châu lục lần thứ 10 được FIFA tổ chức tại Maroc từ 11 đến 21 tháng 12 năm 2013

## Các câu lạc bộ
| Câu lạc bộ          | Đại diện       | Tư cách tham dự                         | Lần tham dự |
| ------------------- | -------------- | --------------------------------------- | ----------- |
| Vào thẳng bán kết   |                |                                         |             |
| Atlético Mineiro    | Nam Mỹ         | Vô địch Copa Libertadores 2013          | 1           |
| Bayern Munich       | châu Âu        | Vô địch UEFA Champions League 2012-13   | 1           |
| Vào thẳng tứ kết    |                |                                         |             |
| Monterrey           | Bắc-Trung Mỹ   | Vô địch CONCACAF Champions' Cup 2012-13 | 3           |
| Quảng Châu Hằng Đại | châu Á         | Vô địch AFC Champions League 2013       | 1           |
| Al Ahly             | châu Phi       | Vô địch CAF Champions League 2013       | 3           |
| Tham dự vòng loại   |                |                                         |             |
| Auckland City       | châu Đại Dương | Vô địch OFC Champions League 2012-13    | 5           |
| Raja Casablanca     | chủ nhà        | Vô địch 2012–13 Botola                  | 2           |

## Địa điểm
Địa điểm thi đấu FIFA Club World Cup 2013 diễn ra tại Marrakesh và Agadir.
| Marrakech                                   | MarrakechAgadir | Agadir                                      |
| ------------------------------------------- | --------------- | ------------------------------------------- |
| Sân vận động Marrakech                      | MarrakechAgadir | Sân vận động Adrar                          |
| 31°42′24″B 7°58′50″T / 31,70667°B 7,98056°T | MarrakechAgadir | 30°25′38″B 9°32′26″T / 30,42722°B 9,54056°T |
| Sức chứa: 45.240                            | MarrakechAgadir | Sức chứa: 45.480                            |
|                                             | MarrakechAgadir |                                             |

## Trọng tài
| Trọng tài chính                | Trợ lý                      | Trợ lý                       |
| Châu Á                         | Châu Á                      | Châu Á                       |
| ------------------------------ | --------------------------- | ---------------------------- |
| Ali Al-Badwawi (chấn thương)   | Saleh Al Marzouqi (rút lui) | Mohamed Al Mehairi (rút lui) |
| Alireza Faghani                | Hassan Kamranifar           | Reza Sokhandan               |
| Châu Phi                       |                             |                              |
| Bakary Gassama                 | Angesom Ogbamariam          | Felicien Kabanda             |
| Néant Alioum (dự trữ)          | Evarist Menkouande (dự trữ) | Peter Edibi (dự trữ)         |
| Khu vực Bắc Trung Mỹ và Caribê |                             |                              |
| Mark Geiger                    | Sean Mark Hurd              | Joe Fletcher                 |
| Nam Mỹ                         |                             |                              |
| Sandro Ricci                   | Emerson De Carvalho         | Marcelo Van Gasse            |
| Châu Âu                        |                             |                              |
| Carlos Velasco Carballo        | Roberto Alonso Fernández    | Juan Carlos Yuste Jiménez    |

## Kết quả giải đấu

### Bảng kết quả
|  | Play-off                    | Play-off                |                         |                     | Tứ kết               | Tứ kết               |               |               | Bán kết | Bán kết |  |  | Chung kết               | Chung kết               |
|  | 11 tháng 12 - Agadir nowrap |                         |                         |                     |                      |                      |               |               |         |         |  |  |                         |                         |
|  | Raja Casablanca             | 2                       |                         |                     | 14 tháng 12 - Agadir | 14 tháng 12 - Agadir |               |               |         |         |  |  |                         |                         |
|  | Raja Casablanca             | 2                       |                         |                     | 14 tháng 12 - Agadir | 14 tháng 12 - Agadir |               |               |         |         |  |  |                         |                         |
|  | Auckland City               | 1                       |                         |                     | Raja Casablanca (hp) | 2                    |               |               |         |         |  |  |                         |                         |
|  | Auckland City               | 1                       | 18 tháng 12 - Marrakech |                     | Raja Casablanca (hp) | 2                    |               |               |         |         |  |  |                         |                         |
|  |                             |                         |                         |                     | Monterrey            | 1                    |               |               |         |         |  |  |                         |                         |
|  | Raja Casablanca             | 3                       |                         |                     | Monterrey            | 1                    |               |               |         |         |  |  |                         |                         |
|  | Raja Casablanca             | 3                       |                         |                     |                      |                      |               |               |         |         |  |  |                         |                         |
|  |                             |                         | Atlético Mineiro        | 1                   |                      |                      |               |               |         |         |  |  |                         |                         |
|  |                             |                         | Atlético Mineiro        | 1                   |                      |                      |               |               |         |         |  |  |                         |                         |
|  |                             |                         | 21 tháng 12 - Marrakech |                     |                      |                      |               |               |         |         |  |  |                         |                         |
|  |                             |                         |                         |                     |                      |                      |               |               |         |         |  |  |                         |                         |
|  | Raja Casablanca             | 0                       |                         |                     |                      |                      |               |               |         |         |  |  |                         |                         |
|  | Raja Casablanca             | 0                       | 14 tháng 12 - Agadir    |                     |                      |                      |               |               |         |         |  |  |                         |                         |
|  |                             | Bayern München          | 2                       |                     |                      |                      |               |               |         |         |  |  |                         |                         |
|  |                             |                         | 2                       | Quảng Châu Hằng Đại | 2                    |                      |               |               |         |         |  |  |                         |                         |
|  | 17 tháng 12 - Agadir        |                         |                         | Quảng Châu Hằng Đại | 2                    |                      |               |               |         |         |  |  |                         |                         |
|  |                             | Al-Ahly                 | 0                       |                     |                      |                      |               |               |         |         |  |  |                         |                         |
|  | Quảng Châu Hằng Đại         | Al-Ahly                 | 0                       | 0                   |                      |                      |               |               |         |         |  |  |                         |                         |
|  | Quảng Châu Hằng Đại         | Tranh hạng năm          | Tranh hạng năm          | 0                   |                      |                      | Tranh hạng ba | Tranh hạng ba |         |         |  |  |                         |                         |
|  |                             | Tranh hạng năm          | Tranh hạng năm          |                     | Bayern München       | 3                    | Tranh hạng ba | Tranh hạng ba |         |         |  |  |                         |                         |
|  | Monterrey                   | 5                       | Atlético Mineiro        | 3                   | Bayern München       | 3                    |               |               |         |         |  |  |                         |                         |
|  | Monterrey                   | 5                       | Atlético Mineiro        | 3                   |                      |                      |               |               |         |         |  |  |                         |                         |
|  | Al-Ahly                     | 1                       | Quảng Châu Hằng Đại     | 2                   |                      |                      |               |               |         |         |  |  |                         |                         |
|  | Al-Ahly                     | 1                       | Quảng Châu Hằng Đại     | 2                   |                      |                      |               |               |         |         |  |  |                         |                         |
|  | 18 tháng 12 - Marrakech     | 18 tháng 12 - Marrakech |                         |                     |                      |                      |               |               |         |         |  |  | 21 tháng 12 - Marrakech | 21 tháng 12 - Marrakech |

Giờ thi đấu tính theo giờ địa phương (Tây Âu) (UTC±0)

### Đấu loại
| Raja Casablanca           | 2–1      | Auckland City |
| ------------------------- | -------- | ------------- |
| Iajour 39' · Hafidi 90+2' | Chi tiết | Krishna 63'   |

### Tứ kết
| Quảng Châu Hằng Đại     | 2–0      | Al-Ahly |
| ----------------------- | -------- | ------- |
| Elkeson 49' · Conca 67' | Chi tiết |         |

| Raja Casablanca        | 2–1 (s.h.p.) | Monterrey   |
| ---------------------- | ------------ | ----------- |
| Chtibi 24' · Guehi 95' | Chi tiết     | Basanta 53' |

### Tranh hạng năm
| Al-Ahly   | 1–5      | Monterrey                                                     |
| --------- | -------- | ------------------------------------------------------------- |
| Moteab 8' | Chi tiết | Cardozo 3' · Delgado 22', 65' · López 27' · Suazo 45' (ph.đ.) |

### Bán kết
| Quảng Châu Hằng Đại | 0–3      | Bayern München                         |
| ------------------- | -------- | -------------------------------------- |
|                     | Chi tiết | Ribéry 40' · Mandžukić 44' · Götze 47' |

| Raja Casablanca                                   | 3–1      | Atlético Mineiro |
| ------------------------------------------------- | -------- | ---------------- |
| Iajour 51' · Moutouali 84' (ph.đ.) · Mabidé 90+4' | Chi tiết | Ronaldinho 63'   |

### Tranh hạng ba
| Quảng Châu Hằng Đại            | 2–3      | Atlético Mineiro                                  |
| ------------------------------ | -------- | ------------------------------------------------- |
| Muriqui 9' · Conca 15' (ph.đ.) | Chi tiết | Diego Tardelli 2' · Ronaldinho 45+1' · Luan 90+1' |

### Chung kết
| Bayern Munich         | 2–0      | Raja Casablanca |
| --------------------- | -------- | --------------- |
| Dante 7' · Thiago 22' | Chi tiết |                 |

| Vô địch FIFA Club World Cup 2013 Bayern Munich Lần thứ nhất |

## Cầu thủ ghi bàn
| 2 bàn - Ronaldinho (Atlético Mineiro) - Darío Conca (Guangzhou Evergrande) - César Delgado (Monterrey) - Mouhcine Iajour (Raja Casablanca) 1 bàn - Emad Moteab (Al-Ahly) - Diego Tardelli (Atlético Mineiro) - Luan (Atlético Mineiro) - Roy Krishna (Auckland City) - Dante (Bayern Munich) - Mario Götze (Bayern Munich) - Mario Mandžukić (Bayern Munich) - Franck Ribéry (Bayern Munich) - Thiago (Bayern Munich) - Elkeson (Guangzhou Evergrande) | 1 bàn (tiếp). - Muriqui (Guangzhou Evergrande) - José María Basanta (Monterrey) - Neri Cardozo (Monterrey) - Leobardo López (Monterrey) - Humberto Suazo (Monterrey) - Chemseddine Chtibi (Raja Casablanca) - Kouko Guehi (Raja Casablanca) - Abdelilah Hafidi (Raja Casablanca) - Vianney Mabidé (Raja Casablanca) - Mouhcine Moutouali (Raja Casablanca) |

## Tổng kết

### Thứ hạng chung cuộc
| # | Đội                 | Nước        | Liên đoàn |
| - | ------------------- | ----------- | --------- |
| 1 | Bayern Munich       | Đức         | UEFA      |
| 2 | Raja Casablanca     | Maroc       | CAF       |
| 3 | Atlético Mineiro    | Brasil      | CONMEBOL  |
| 4 | Quảng Châu Hằng Đại | Trung Quốc  | AFC       |
| 5 | Monterrey           | México      | CONCACAF  |
| 6 | Al-Ahly             | Ai Cập      | CAF       |
| 7 | Auckland City       | New Zealand | OFC       |

## Giải thưởng
| Quả bóng vàng                 | Quả bóng bạc                 | Quả bóng đồng                     |
| ----------------------------- | ---------------------------- | --------------------------------- |
| Franck Ribéry (Bayern Munich) | Philipp Lahm (Bayern Munich) | Mouhcine Iajour (Raja Casablanca) |

| Fair play | Bayern Munich |